# Andreas Moravec

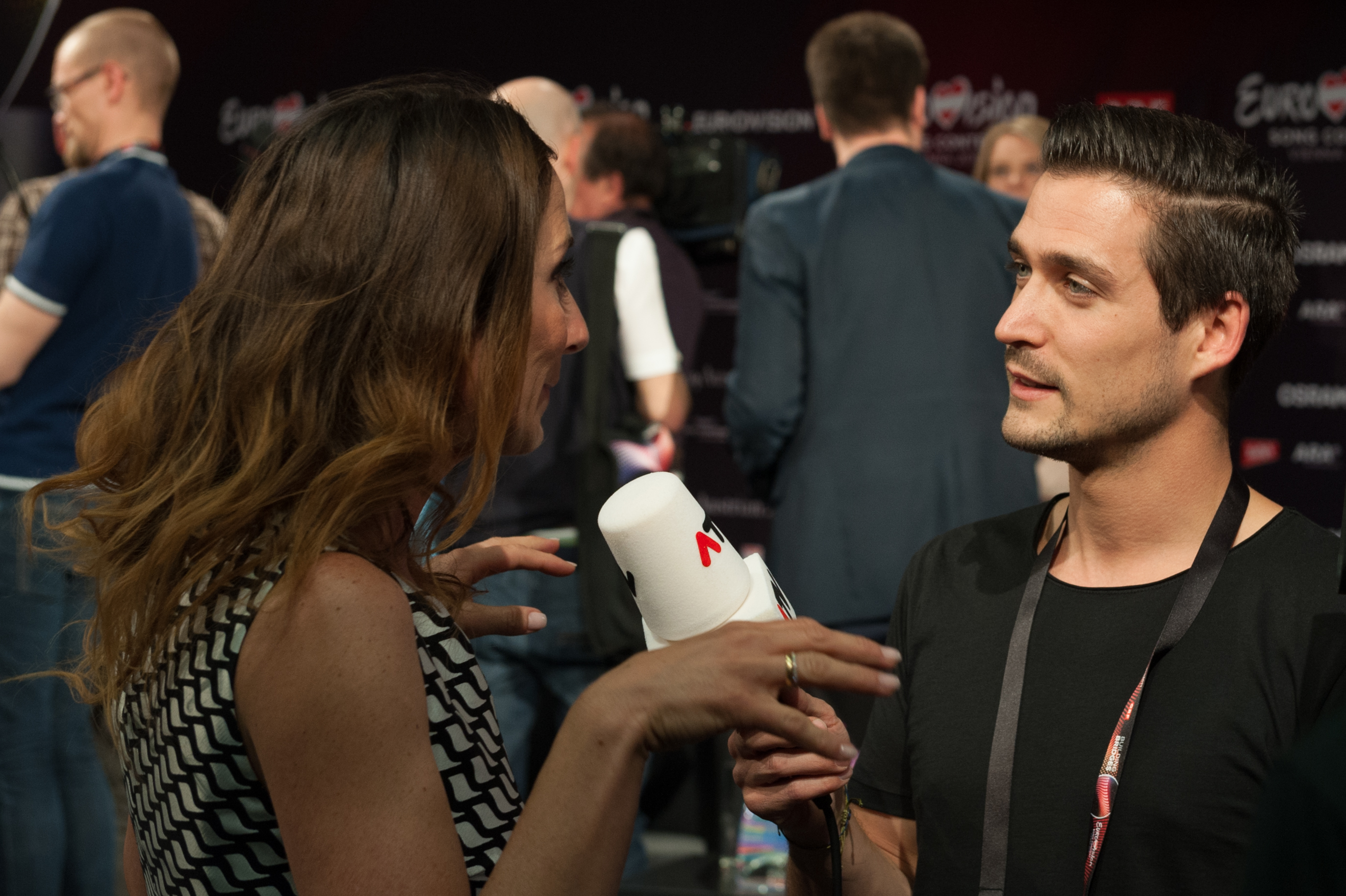
Andreas Moravec 2015

Andreas Moravec (* 30. Juni 1982 in Wien) ist ein österreichischer Fernseh- und Radiomoderator.

## Leben
Moravec moderierte beim österreichischen Fernsehsender ATV die Servicesendung Der große Österreich-Test - Moravec undercover sowie den ATV Sport. Gemeinsam mit Volker Piesczek und Kerstin Ruhri moderierte er außerdem bis 2013 das Vorabendmagazin ATV Life. Im Sommer 2011 war er zusätzlich in der Reality-Doku Andi Extrem zu sehen, in der er vom Zuseher gestellte Aufgaben bewältigen musste.
Zuvor war Moravec auch bei den österreichischen TV-Sendern Puls 4 und MTV (Österreich). Außerdem moderiert er beim Radiosender Kronehit.
2017 wechselte Andreas Moravec von ATV zu ServusTV.

## Moderation
- 2004–2005: Radio PartyFM
- seit 2005: Kronehit
- 2006–2009: Musikredakteur und Moderator bei Kronehit
- 2007: Kommentator der Puls 4 Live Events
- 2008–2009: MTV Sixpack bei MTV Austria
- 2009–2013: Moderator und Außenmoderator bei ATV (ATV Life)
- 2011: Moderator der Sendung „Andi Extrem“ auf ATV
- 2013: Moderator HiSociety
- 2013: Moderator Tal sucht Frau
- 2013–2017: Moderator "Der große Österreich-Test - Moravec undercover"
- 2013–2017: Moderator ATV Sport
- bis 2017: Moderation ATV Themenabend
- 2018: Quizjagd auf ServusTV
- seit 2017: Quizmaster auf ServusTV

## Auszeichnungen
- 2020: Romy in der Kategorie beliebtester Moderator Show/Unterhaltung